# کاکیستوکراسی
کاکیستوکراسی (انگلیسی: Kakistocracy) نالایق‌سالاری یا ناشایسته‌سالاری‌ نظام حکومتی است که از سوی بدترین، بی‌صلاحیت‌ترین، یا ناراست‌ترین افراد جامعه اداره می‌شود. این اصطلاح از قرن ۱۷ام ابداع شد، اما بیشتر از اوایل دهه ۲۰ میلادی در نقد حکومت‌های مختلف در مناطق مختلف جهان استفاده شد. از مشخصات این شیوه می‌توان حاکمیت روابط شخصی در انتصابات و تبعیض و سوء استفاده از مقام را ذکر کرد. در این شیوه افراد دارای قدرت و ثروت بیشتر بر بنا به روابطی که ایجاد می‌کنند به مناصب می‌رسند و نه بنا به صلاحیت‌های فردی.